# Ženski odbojkaški klub Jedinstvo Stara Pazova
Lo Ženski odbojkaški klub Jedinstvo Stara Pazova è una società pallavolistica femminile serba con sede a Stara Pazova: milita nel campionato di Superliga.

## Storia
Fondato nel 1931, il club esordisce nella massima divisione serba nella stagione 2012-13. Grazie ai risultati ottenuti nell'annata 2013-14 esordisce nelle competizioni europee, ossia la Challenge Cup 2014-15.
Nella stagione 2016-17 conquista la Supercoppa serba seguita dalla coppa nazionale. Nella stagione 2022-23 vince per la prima volta lo scudetto mentre nella stagione successiva si aggiudica nuovamente la Supercoppa, la Coppa di Serbia e il campionato.

## Rosa 2023-2024
| N° | Nome              | Ruolo | Data di nascita   | Nazionalità sportiva |
| -- | ----------------- | ----- | ----------------- | -------------------- |
| 1  | Una Vajagić       | S     | 2 luglio 2004     | Serbia               |
| 3  | Minja Osmajić     | C     | 12 febbraio 2003  | Serbia               |
| 4  | Milica Medved     | L     | 16 gennaio 2002   | Serbia               |
| 5  | Maša Lakicević    | P     | 10 marzo 2004     | Serbia               |
| 7  | Jovana Punišić    | L     | 21 settembre 2003 | Serbia               |
| 8  | Marija Miljević   | P     | 9 luglio 1998     | Serbia               |
| 9  | Ivana Nedeljković | S     | 4 luglio 2002     | Serbia               |
| 10 | Jana Pavlović     | S     | 16 settembre 2004 | Serbia               |
| 11 | Iva Šućurović     | C     | 28 luglio 2004    | Serbia               |
| 12 | Tijana Cvetković  | S     | 11 gennaio 2002   | Serbia               |
| 14 | Branka Tica       | S     | 23 agosto 2003    | Serbia               |
| 15 | Tamara Miljević   | O     | 25 settembre 1999 | Serbia               |
| 17 | Andjela Kukilo    | S     | 9 agosto 2004     | Serbia               |
| 20 | Katarina Rodić    | C     | 14 febbraio 2001  | Serbia               |
| 22 | Mina Dragović     | C     | 15 febbraio 2000  | Montenegro           |

## Palmarès
- Campionato serbo: 2

2022-23, 2023-24
- Coppa di Serbia: 2

2016-17, 2023-24
- Supercoppa serba: 2

2016, 2023